# Motoristické časopisy

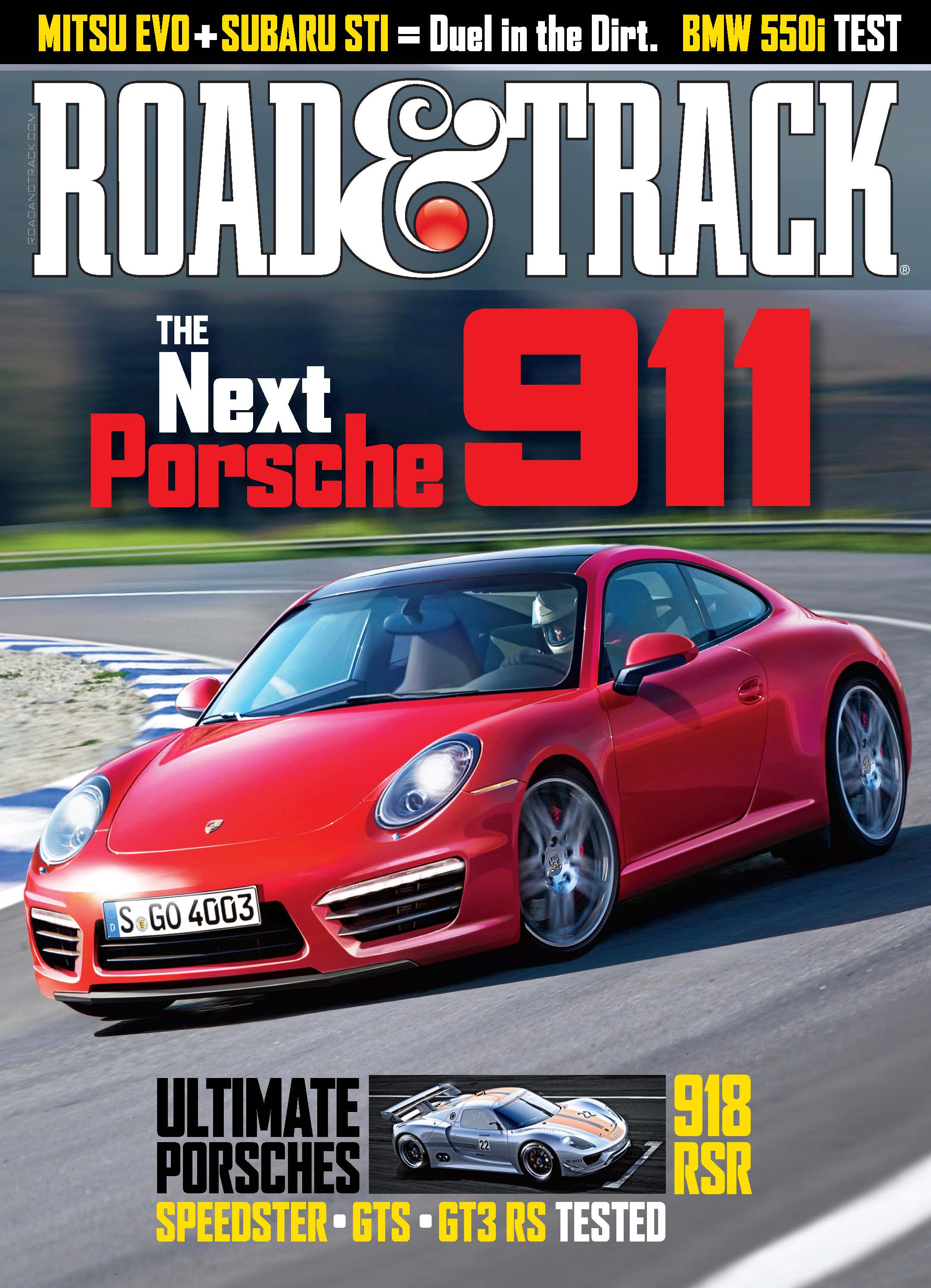
Road & Track, americký časopis pro automobilové nadšence

Motoristické časopisy jsou média v tištěné podobě, která vycházejí s pravidelností nastavenou vydavatelem časopisu. Jejich obsahem je informovat širokou veřejnost o dění v oblasti zaměřené na motoristickou tematiku, sportovní činnost, novinky v oblasti auto-moto průmyslu, přinášet výsledky závodů nejrůznějších motoristických disciplín. V současné době je tisková forma časopisů vytlačována ve velké míře elektronickou, což má za následek velký úpadek a krach klasických časopisů. Na trhu se za uplynulých sedmdesát let vystřídala řada časopisů, které se věnovaly motorismu. Jediným, který si udržel svou podobu do dnešních dní, je Svět Motorů. I ten má již dnes elektronickou podobu, ale nadále jej lze zakoupit i v trafice. Ostatní podobné časopisy většinou nepřežily porevoluční období devadesátých let, nebo jen několik málo let ještě živořily, až zanikly. 
Časopisy zaměřené na auto-moto do roku 1989 byly podřízené politické situaci. Nebylo tedy výjimkou, že vše nejlepší pocházelo ze Sovětského svazu a západní imperialisté neměli nic kvalitního, o čem by se dalo psát. První čísla byla tištěna na nekvalitním papíru a o barvě se nedá mluvit. Některé úvodní stránky lehce dobarvené červenou, to bylo vše. Postupně se v sedmdesátých letech kvalita časopisů podstatně změnila. Začal se používat barevný tisk, fotografie doplňovaly text a nově začínající galerie.

## Svět motorů
uvádí na svých internetových stránkách toto:
„Pravidelně přes 60 let přináší srozumitelnou a atraktivní formou aktuální, zajímavé a především pro českého řidiče na míru ušité informace. Díky nim je doslova hračkou zůstat ve světě motorizmu stále v obraze.“ 
První Svět motorů vyšel 20. ledna 1947 ve vydavatelství Autoklub Republiky československé v ceně 10 Kčs. Vycházel jako čtrnáctideník (26 čísel) do roku 1968. Od ledna 1969 je týdeníkem až do dnešní doby. V roce 1952 jej začal vydávat Dobrovolný svaz lidového motorismu a později Svazarm. V letech 1955–1957 vycházel jako čtvrtletník Světa motorů časopis Motoristická současnost.

## Motoristická současnost
Motoristické současnosti  se věnuje tento web:
MOTOR začal jako příloha SM v letech 1955–1957. První číslo 20. března 1955 vydává ústřední výbor Svazu pro spolupráci s armádou v Našem vojsku, vydavatelství n. p., rediguje Adolf Tůma. 
V lednu 1969 vychází motoristická současnost za cenu 5 Kčs opět, tentokrát jako samostatný dvouměsíčník. Šéfredaktor ing. Hausman v článku „po jedenácti letech“ objasnil zánik po letech 1955–1957 a novou vizi periodika. Šest čísel vycházelo až do roku 1974, kdy časopis přešel na formát měsíčníku. Tímto tempem se udržel až do roku 1990, kdy na jaře následujícího roku zkrachoval. Třetí číslo roku 1991 bylo posledním počinem tohoto časopisu, který nabízel od roku 1972 jednu a od roku 1973 dvě přílohy. Přílohy vyšly naposledy v roce 1990 a po celou svou dobu byly rozděleny na „Grand Prix Sport", „Piloti F1“ a „Auto Moto Sport“. MOTOR se tak rozloučil po třech ročnících jako čtvrtletník a 23 ročnících samostatné existence s kontem 243 časopisů a 37 příloh. Muži, motory, maratóny byla mimořádná příloha vydaná v roce 1973.

## Automobil
vydáván od roku 1957 jako měsíčník, v prosinci 2006 vyšlo jubilejní 600 číslo.

## STOP Auto-moto-revue
Stop je Slovenský motoristický magazín, který vychází od roku 1971 dodnes. V letech 1971–1977 vycházel jako měsíčník a od roku 1978 jako čtrnáctideník.

## F1 Racing
mutace stejnojmenného časopisu, který se v květnu 2000 poprvé objevil i v Česku. Časopis po neshodách vydavatele skončil v prosinci 2010.

## Formule
konkurence pro časopis F1 Racing, který se na trhu objevil v březnu 2003. Vycházel do roku 2011, ale jeho frekvence se nedá ani pojmenovat. Nejdříve spojoval listopad s prosincem, jako dvojčíslo, poté tento trend začal v červenci a prosinci a nakonec se tato frekvence zvedla z prosince až do března. Poslední číslo vyšlo v březnu 2012. V březnu 2014 byl ohlášen návrat v podobě čtvrtletníku. Dne 4. dubna vychází číslo označené jako březen 2014. Je otázkou jak dlouho bude časopis znovu vycházet.

## Pro formule
časopis se nestihl ani ohřát na stránkách a rychle zanikl

## TEMPO
časopis vycházel od roku 1999 do roku 2003

## Sport Motor News
První motoristický časopis ve formátu PDF zdarma stahovatelný z webu. Vychází z anglického předobrazu, v ČR od roku 2011. V roce 2011 vyšlo 31 čísel, v roce 2012 to bylo 35 čísel. Informuje o dění v tuzemské i zahraniční rally, dálkových soutěžích, okruhových soutěžích včetně F1 a trucků, rallycrossu, autokrosu, v závodech do vrchu a dalších disciplínách. Dostupný z http://sportmn.com/.

## Ostatní
Motoristické tematice se věnovaly také časopisy Stadion v Česku a Štart na Slovensku.

### Stadion
Magazín o sportu, který vycházel od roku 1953. Po roce 1989 několikrát změnil majitele a stále obtížněji čelil konkurenčnímu prostředí. V roce 2006 bylo vydávání časopisu ukončeno. 

### Štart
Slovenská obdoba časopisu Stadion, který vychází od roku 1955.